# برودرشتورف
برودرشتورف (به آلمانی: Broderstorf) یک شهر در آلمان است که در Rostock District واقع شده‌است. برودرشتورف ۳٬۶۷۶ نفر جمعیت دارد.